# Nick Price
Nicholas Raymond Leige Price, detto Nick (Durban, 29 gennaio 1957), è un golfista zimbabwese, ex numero uno della classifica dell'Official World Golf Rankings.
Ha ottenuto tre vittorie nei tornei Major, imponendosi nel PGA Championship nel 1992 e 1994 e nel British Open nel 1994. Possiede la doppia cittadinanza del Regno Unito e dello Zimbabwe.

## Biografia
Price è nato a Durban in Sudafrica da genitori britannici, padre inglese e madre gallese. Crebbe in Rhodesia (l'odierno Zimbabwe), dove frequentò la Prince Edward School nella capitale Salisbury (oggi Harare), capitanando la squadra di golf. Dopo la scuola servì nell'aeronautica rhodesiana durante la guerra civile in Rhodesia.

## Carriera
Iniziò la carriera professionistica nel 1977 nel South African Tour, successivamente si trasferì all'European Tour e al PGA Tour nel 1983.
Vinse la classifica dei premi ottenuti in una stagione del PGA Tour nel 1993 e 1994.
Complessivamente in carriera realizzò la vittoria in 43 tornei.
Nel 2003 venne introdotto nella World Golf Hall of Fame.